# Kayabağlar, Kurtalan
Kayabağlar là một xã thuộc huyện Kurtalan, tỉnh Siirt, Thổ Nhĩ Kỳ. Dân số thời điểm năm 2008 là 5.21 người.